# Night Train (film, 2009)

Night Train est un film de Noël américain réalisé par Brian King et sorti en 2009,.

## Synopsis
À la veille de Noël, à bord d'un train de nuit, deux passagers ainsi que le conducteur trouvent un homme sans vie dans sa cabine. Parmi les effets personnels du mort se trouve un mystérieux objet enfermé dans une boîte. Chacun d'eux va alors essayer de garder cette boîte pour lui.

## Distribution
- Danny Glover : Miles
- Leelee Sobieski : Chloé
- Steve Zahn : Pete
- Matthias Schweighöfer : Frankie
- Takatsuna Mukai : Hiro
- Togo Igawa : Yamashita
- Richard O’Brien : Mme Froy
- Jo Marr : M. Cairo
- Constantine Gregory : M. Gutman
- Harry Anichkin : Walter
- Geoff Bell : Détective